# (25032) Randallray
(25032) Randallray est un astéroïde de la ceinture principale d'astéroïdes.

## Description
(25032) Randallray est un astéroïde de la ceinture principale d'astéroïdes. Il fut découvert le 17 août 1998 à Socorro (Nouveau-Mexique) par le projet LINEAR. Il présente une orbite caractérisée par un demi-grand axe de 2,32 UA, une excentricité de 0,14 et une inclinaison de 5,3° par rapport à l'écliptique.

## Compléments